# 新田佳浩
新田 佳浩（にった よしひろ、1980年6月8日 - ）は、日本のパラノルディックスキー選手。日立ソリューションズ「チームAURORA（アウローラ）」スキー部所属。種目はクロスカントリースキー、バイアスロン。クラスはLW8。冬季パラリンピックには1998年長野から2022年北京まで7大会連続で出場し、「レジェンド」とも称される。

## 経歴
岡山県西粟倉村出身。3歳の時に祖父が運転していたコンバインに巻き込まれて左腕の肘から先を切断する。その後4歳から父とともにスキー場へ行くようになり、小学3年生からはクロスカントリースキーを始める。祖父は「左手を切って、孫につけて欲しい」と言うほどに責任を感じていたが、家族は祖父の心に負担をかけないようにと佳浩を健常者として育て、佳浩は健常者のスキー大会に参加した。
中学2年生の時に岡山県代表としてスキーの全国大会に出場し、これを最後にスキーをやめて受験勉強に専念していたが、受験後、1998年長野パラリンピックに向けて選手の発掘を行っていた荒井秀樹にスカウトされる。それからインターハイと国体に出場して力をつけ、長野パラリンピックでは8位入賞となる。この大会後に帰郷した時、家族から、それまで秘密にされていた3歳の時の怪我の顛末や祖父が抱えている罪悪感について初めて聞かされてショックを受け、祖父のために一生懸命頑張っている姿を見せるとの思いを強くする。
1999年、岡山県立林野高等学校から筑波大学体育専門学群へ進学。パラリンピック選手としての実績を基にスポーツ推薦で入学したが、こうした事例は筑波大学では新田が初だという。在学中の2002年ソルトレークシティパラリンピックではクロスカントリースキー5kmクラシカルで銅メダルを獲得する。
2003年、アディダスジャパンに入社。同年開催のIPCパラノルディックスキー世界選手権で日本人初の金メダルを獲得する。一方、日本選手団の旗手を務めた2006年トリノパラリンピックではクロスカントリー20kmクラシカルの5位が最高で、一人での練習に限界を感じたことから、同年、障がい者の実業団チームを擁する日立ソリューションズに転職する。
日本選手団主将を務めた2010年バンクーバーパラリンピックでは、クロスカントリー10kmクラシカルとクロスカントリー1kmスプリントで金メダルを獲得。冬季パラリンピックでの日本人選手同一大会2冠はこれが初。大会を終えて帰郷した際には祖父の首に2つの金メダルをかけた。
2012年11月16日に祖父が死去し、活動のモチベーションを失ったことで一時は引退を考えるが、「今度は自分のために金メダルをとりたい」として競技を継続する。2014年ソチパラリンピックではクロスカントリースキー20kmクラシカルの4位が最高だったが、2018年平昌パラリンピックではクロスカントリー10kmクラシカル立位で金メダル、スプリント・クラシカル立位で銀メダルを獲得する。
2022年北京パラリンピックの開始前には同大会を最後に現役を引退することを表明。クロスカントリースキー20kmクラシカル立位7位、1.3kmスプリントフリー立位8位、4x2.5kmオープンリレー7位で大会を終えた。

## 主な競技成績

### 冬季パラリンピック
- 1998年長野（ 日本）
  - 男子クラシカル5km - 8位
  - 男子フリー10km - 8位
  - 男子クラシカル20km - 8位
- 2002年ソルトレークシティ（ アメリカ合衆国）
  - クロスカントリースキー5kmクラシカル - 銅メダル
  - バイアスロン7.5km個人 - 20位
- 2006年トリノ（ イタリア）
  - クロスカントリースキー5km立位 - 20位
  - クロスカントリースキー10kmクラシカル立位 - 13位
  - クロスカントリースキー20kmクラシカル立位 - 5位
- 2010年バンクーバー（ カナダ）
  - クロスカントリースキー10kmクラシカル立位 - 金メダル
  - クロスカントリースキー1kmスプリント立位 - 金メダル
  - バイアスロン3kmパシュート立位 - 10位
- 2014年ソチ（ ロシア）
  - クロスカントリースキー20kmクラシカル立位 - 4位
  - クロスカントリースキー10km立位フリー - 17位
  - クロスカントリースキー混合リレー4×2.5km - 7位
- 2018年平昌（ 韓国）
  - クロスカントリースキー10kmクラシカル立位 - 金メダル
  - クロスカントリースキー1.5kmクラシカルスプリント立位 - 銀メダル
  - クロスカントリースキー混合10kmリレー（新田・出来島・阿部・川除） - 4位
- 2022年北京（ 中国）
  - クロスカントリースキー20kmクラシカル立位 - 7位
  - クロスカントリースキー1.3kmスプリントフリー立位 - 8位
  - クロスカントリースキー4x2.5kmオープンリレー - 7位

### 世界選手権
- 2003年ドイツ大会
  - クロスカントリースキー フリー - 5位
  - クロスカントリースキー 10kmクラシカル - 金メダル
  - クロスカントリースキー 20kmクラシカル - 4位
- 2005年アメリカ大会 
  - クロスカントリースキー 5kmクラシカル - 銀メダル

### ワールドカップ
- 2007年 カナダ大会 クロスカントリースキー 20kmクラシカル - 優勝
- 2008年 ドイツ大会 クロスカントリースキー クラシカル ミドル - 2位、ロング - 2位
- 2008年 ノルウェー大会 クロスカントリースキー クラシカル ショート - 3位、バイアスロンパシュート - 2位
- 2008年 クロスカントリースキー 世界総合3位
- 2012年 アメリカ大会 クロスカントリースキー  20kmロングクラシカル - 優勝
- 2013年 アメリカ大会 クロスカントリースキー  20kmロングクラシカル - 2位
- 2014年 ドイツ大会 クロスカントリースキー  1.2kmスプリントフリー - 2位、10kmミドルクラシカル - 3位

## 受賞
- 2010年 - 岡山県民栄誉賞[21]
- 2010年 - 岡山県スポーツ特別顕賞[21]
- 2014年 - 岡山県スポーツ特別顕賞[22]
- 2018年 - 岡山県民栄誉賞[23]
- 2018年 - 紫綬褒章[11]

## エピソード
- 座右の銘は「不可能とは可能性だ」[10]。新田が自身の後継者と公言しているパラノルディックスキー選手の川除大輝は、小学4年生の時にこの言葉が記された色紙を新田から受け取っている[24][25]。
- 2008年2月、故郷の岡山県西粟倉村では、新田と祖父のエピソードを描いた道徳教材「おじいちゃんへの金メダル」を西粟倉村立西粟倉小学校向けに制作した[26]。
- 日本障害者スキー連盟が2020年に制作したクロスカントリースキーのDVD教本では、新田の映像が使用されている。新田の走法の美しさは海外のコーチからもしばしば称賛されており、現役のうちに記録に残しておきたいという荒井秀樹からの依頼を新田が快諾した[18]。

## 書籍
- 笹井恵里子著『不可能とは、可能性だ：パラリンピック金メダリスト新田佳浩の挑戦』（金の星社、2016年12月2日発売、ISBN 978-4323060934）